# Buch Abraham

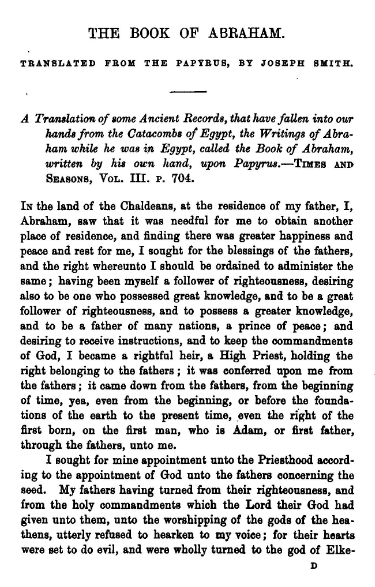
Die erste Seite des Buches Abraham auf Englisch

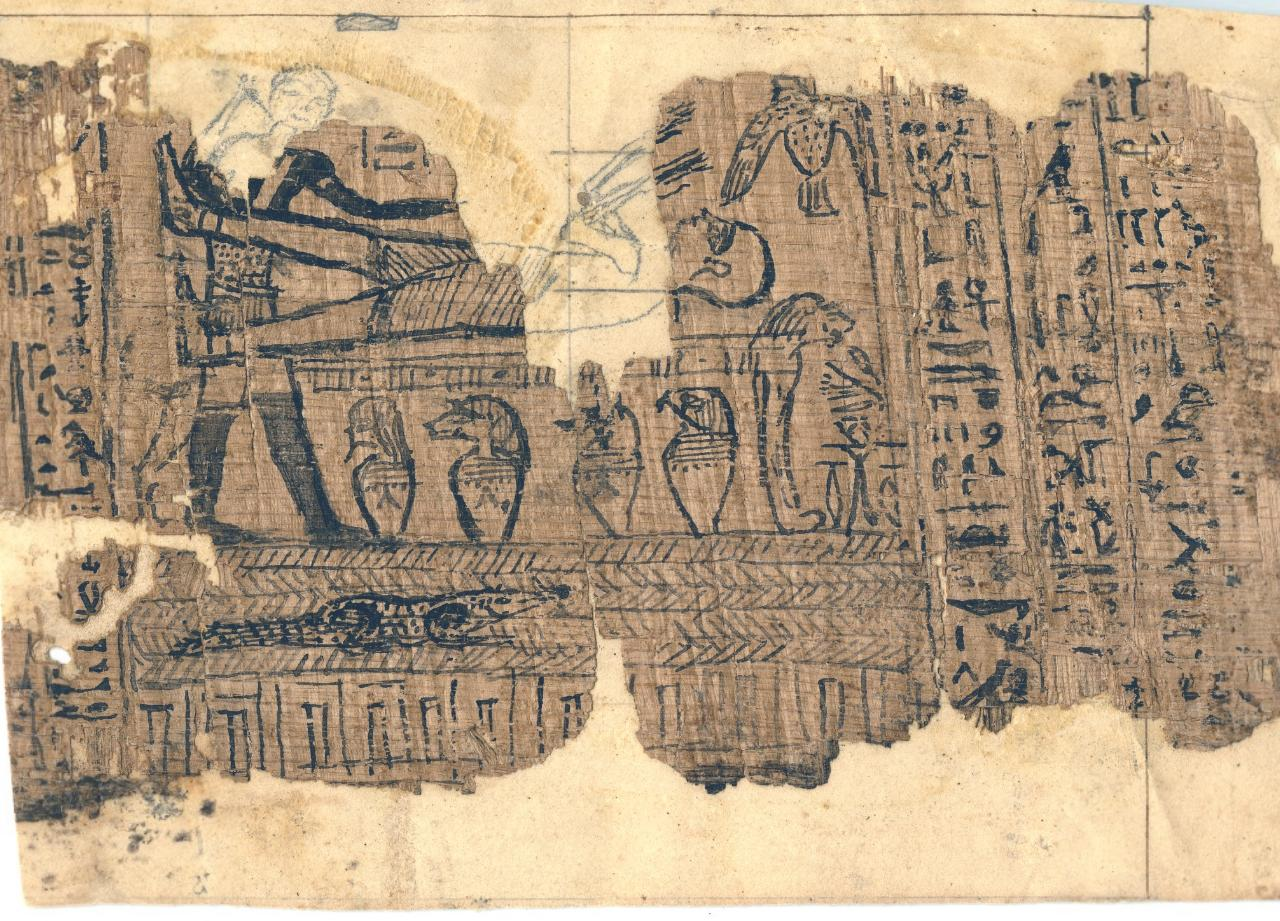
Ein Teil des Papyrus, der von Joseph Smith als Quelle des Buches benutzt wurde. Der Unterschied zwischen den Übersetzungen der Ägyptologen und Joseph Smiths wird kontrovers diskutiert.

Das Buch Abraham (engl. Book of Abraham) zählt unter die kanonischen heiligen Schriften der Kirche Jesu Christi der Heiligen der Letzten Tage (landläufig Mormonen genannt) und bildet dort einen Bestandteil des Buches Köstliche Perle. Das Buch ist die wohl am stärksten umstrittene unter den mormonischen heiligen Schriften.
Der fünf Kapitel umfassende Text wurde von Joseph Smith verfasst und als Übersetzung altägyptischer Texte ausgegeben. Zum kanonischen Buch Abraham gehören auch noch drei Faksimiles von Papyri mit von Smith hinzugefügten Erklärungen.
Während die Kirche Jesu Christi der Heiligen der Letzten Tage an diesem Buch als Heiliger Schrift festhält, wird es in der Gemeinschaft Christi, der zweitgrößten mormonischen Kirche, heute nicht mehr als eine solche angesehen.

## Entstehung
Joseph Smith, der erste Prophet dieser Kirche, erwarb im Juli 1835 von einem reisenden Schausteller zwei ägyptische Mumien, bei denen eine ganze Anzahl von Papyrusrollen lagen. Smith gab an, mit Hilfe von göttlicher Offenbarung eine dieser Rollen übersetzt zu haben, genau so wie er das Buch Mormon von goldenen Tafeln übersetzt habe. Der Text und die Faksimiles wurden zuerst in mehreren, zwischen März und Mai 1842 erschienenen Ausgaben der mormonischen Zeitung Times and Seasons veröffentlicht. Smith schrieb darin, der Inhalt dieses Papyrus stamme von Abraham selbst. In der Einleitung schreibt Smith: „Die Schriften Abrahams, während er in Ägypten war, das Buch Abraham genannt, von seiner eigenen Hand auf Papyrus geschrieben.“

## Beurteilung
Nachdem die Papyri aus dem Nachlass von Joseph Smith jahrzehntelang verschollen waren, tauchte ein kleiner Teil davon im Jahr 1967 wieder auf. Diese Fragmente wurden von Ägyptologen, sowohl solchen, die an die Aussage über das Buch Abraham von Joseph Smith glaubten, als auch von solchen, die diese Aussage ablehnten, übereinstimmend als das „Buch des Atems“ identifiziert, eine Kurzfassung des ägyptischen Totenbuchs, das in Ägypten traditionell Verstorbenen ins Grab gelegt wurde. Dieser Text hat mit dem Buch Abraham nichts gemeinsam. Außerdem wurde die Entstehung dieses Papyrus in die spätägyptische, hellenistische Zeit datiert, viele Jahrhunderte nach der Zeit, in der Abraham gelebt haben soll. Es ist auch noch zu beachten, dass von Joseph Smith eine 34-seitige Handschrift mit dem Titel Egyptian Alphabet and Grammar (Ägyptisches Alphabet und Grammatik) erhalten ist, die zwar von intensiver Beschäftigung mit den Papyri zeugt, aber ein Phantasieprodukt ist, das mit einer echten Grammatik, einem Alphabet oder einer Vokabelliste des Ägyptischen nichts zu tun hat. Ferner weisen Smiths Kritiker darauf hin, dass die Abbildungen im Buch Abraham (die Faksimiles Nr. 1 bis 3) von Joseph Smith und/oder seinen Mitarbeitern mit seiner Billigung gefälschte ägyptische Darstellungen seien, die höchste Beweiskraft für das Betrugspotential und die Scharlatanerie des Religionsgründers hätten. Auch seien fehlende Teile der Schriftrollen willkürlich ergänzt worden.
Die Befürworter der Annahme, dass es sich um eine göttlich inspirierte Übersetzung des Buches Abraham handle, vor allem die Vertreter von F.A.R.M.S., argumentieren dagegen, dass Joseph Smith (eigentlich sein Mitstreiter Oliver Cowdery) von einem gut erhaltenen Papyrus gesprochen habe, der teilweise sauber mit roter Tinte geschrieben sei. Die wiederentdeckten Fragmente aber entsprächen dieser Beschreibung keineswegs. Jedoch beweist die Abbildung im Buch Abraham, Faksimile Nr. 3, dass Joseph Smith sehr wohl diese wiederentdeckten Fragmente für die „Übersetzung“ verwendete. Die Papyrusfragmente wurden überhaupt nur dadurch wiedergefunden, dass jemand die Abbildung im Museumsarchiv als die Abbildung im Buch Abraham wiedererkannte.
Die Versuche von Joseph Smith, auf wissenschaftlichem Wege ägyptische Schriftzeichen zu entziffern, betrachten die Vertreter von F.A.R.M.S. jedoch als irrelevant, da sie erst nach dem Verfassen des Buches Abraham stattgefunden hätten und mit einer Übersetzung mit Hilfe von göttlicher Offenbarung nichts zu tun hätten. Sie nehmen an, dass die dem Buch Abraham zu Grunde liegenden Papyri weiterhin verschollen seien. Bezüglich des zu geringen Alters führen sie ins Feld, dass ein Text viel älter sein könne als die vorliegende Ausgabe. So seien beispielsweise Shakespeares Werke in einer Ausgabe aus dem 20. Jahrhundert dennoch von Shakespeare im 17. Jahrhundert verfasst worden. Dieser Grundsatz gelte auch für das Buch Abraham. Die Aussage, das Buch sei von Abraham „von eigener Hand“ geschrieben worden, bezieht sich für die Befürworter des Buches nur auf den Text an sich, nicht auf die Smith konkret vorliegenden Papyri.